# 트라이메틸글라이신
트라이메틸글라이신(Trimethylglycine, TMG) 또는 트리메틸글리신은 글라이신의 쯔비터 이온의 질소에 결합한 수소가 메틸기 3개로 치환되어 4차 암모늄 이온의 형태로 된 화합물이며, 글라이신의 베타인이다. 질소 원자에 결합한 수소가 없어졌으므로 아미노산에 속하지 않는다.

## 관련 물질
- 베타인
- 사르코신
- 다이메틸글라이신